# Pavillon Félix-Antoine-Savard
Le pavillon Félix-Antoine-Savard (FAS) est l'un des bâtiments de l'Université Laval, à Québec.

## Description
L'une des deux tours jumelles du campus, son nom rappelle celui de Félix-Antoine Savard, doyen de la Faculté des lettres entre 1950 et 1957. Il abrite quelques services mais surtout la Faculté de philosophie ainsi que de la Faculté de théologie et des sciences religieuses. Ce pavillon inclut également l'École de psychologie ainsi que l'École supérieure d'aménagement du territoire et de développement régional.

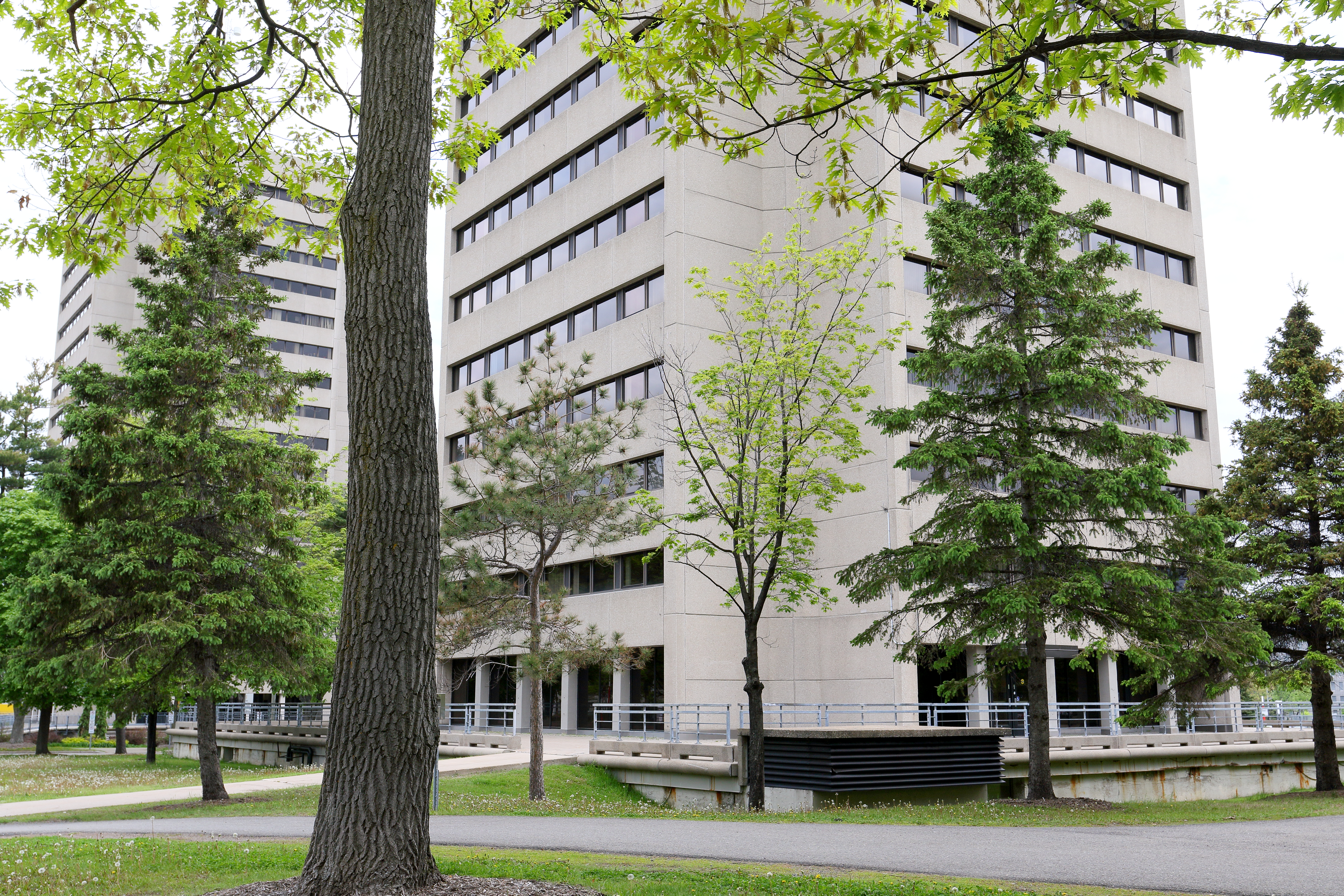
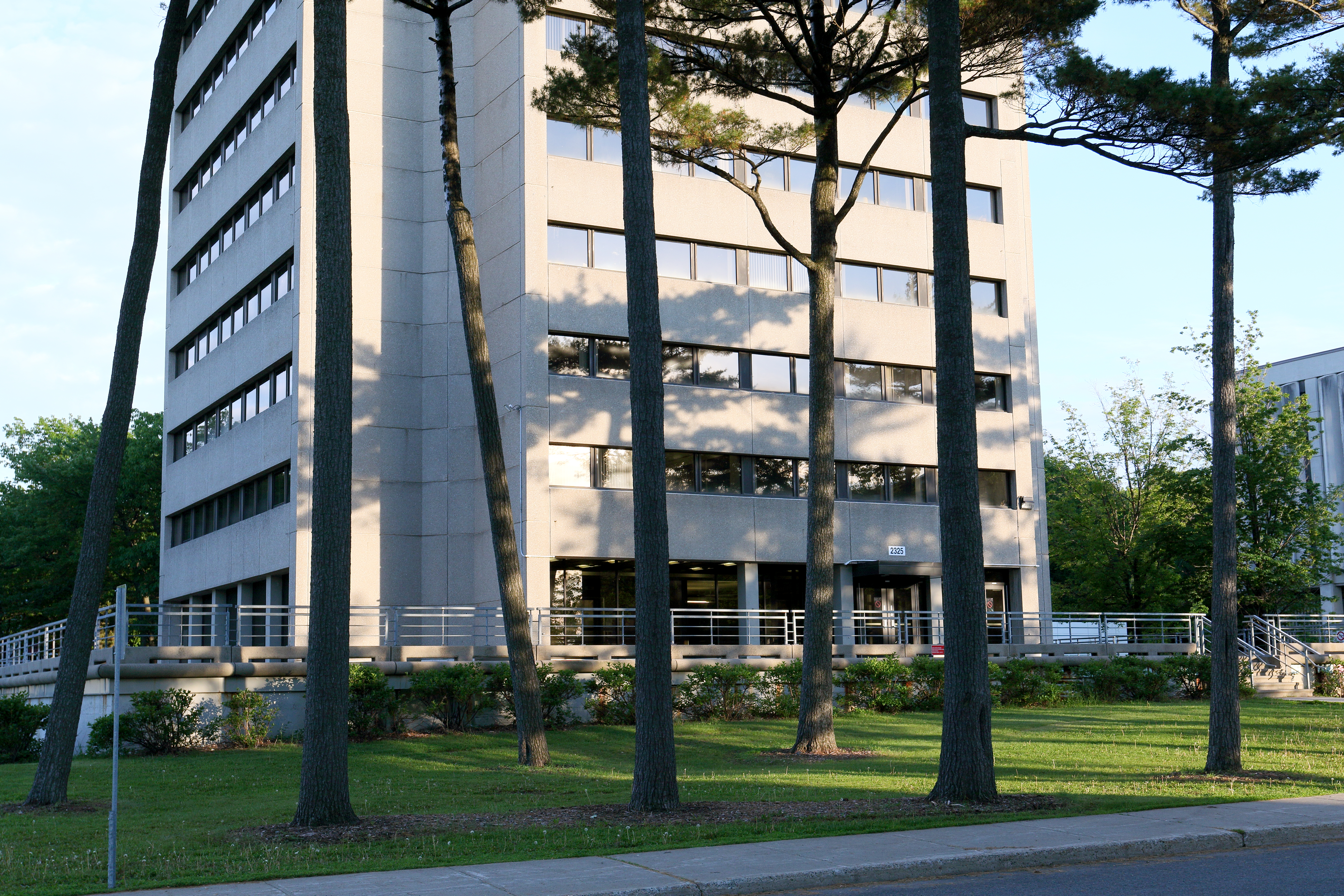
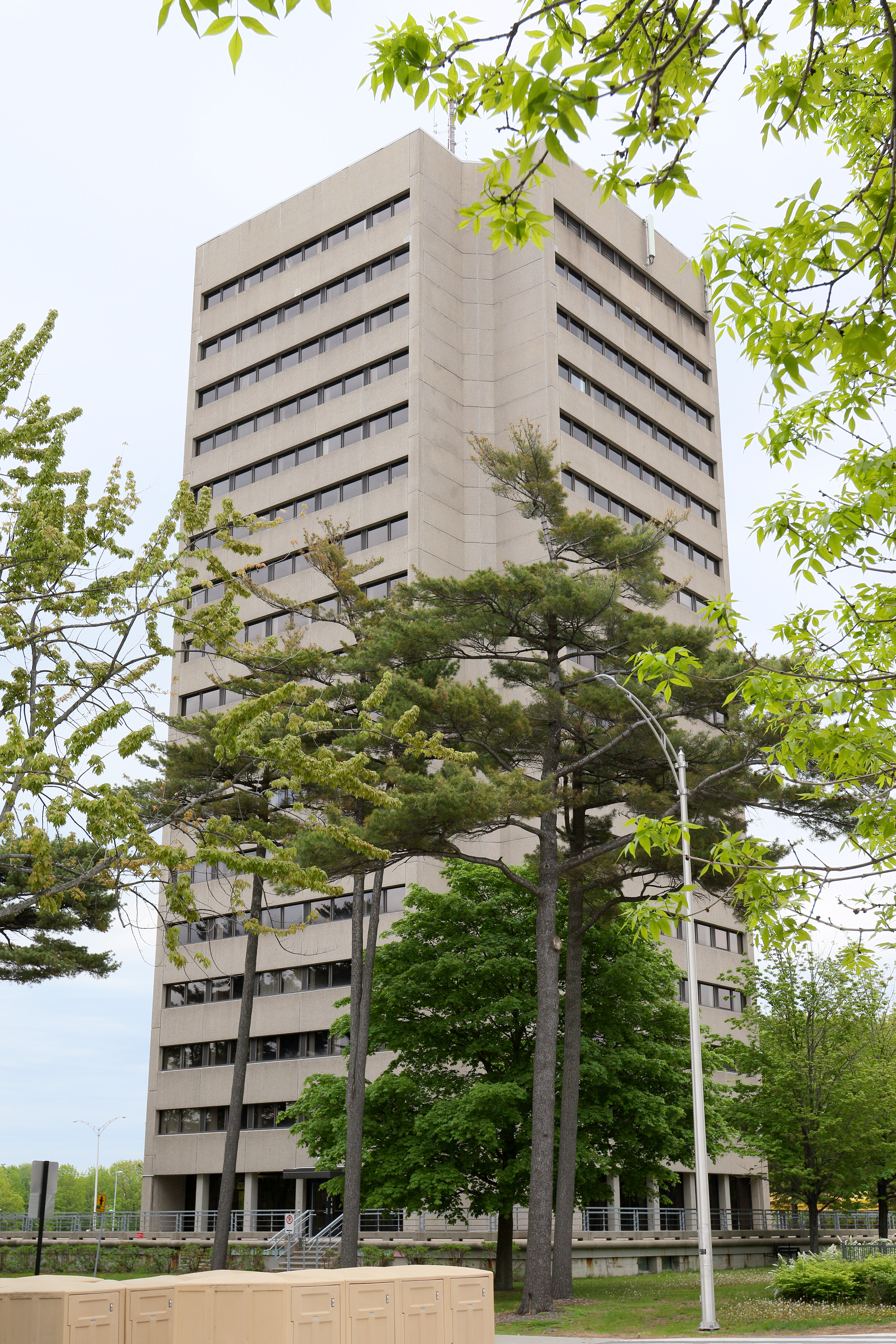
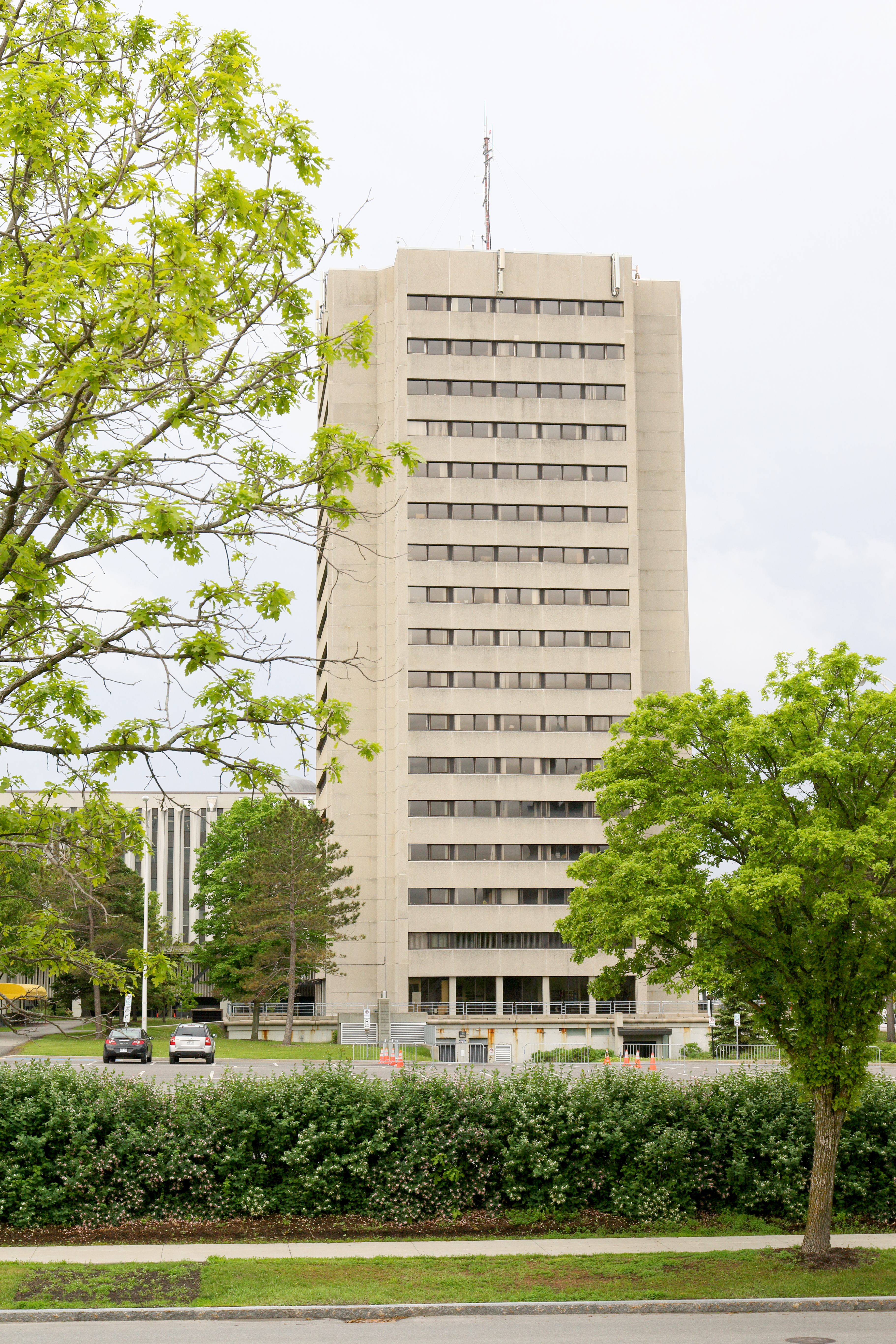